# Tercer templo de Jerusalén

El Templo de Jerusalén según la profecía de Ezequiel. Reconstrucción de Charles Chipiez, 1887.

Desde la destrucción del Segundo Templo de Jerusalén en el año 70, los judíos han orado para que Dios permitiera la reconstrucción del Tercer Templo. Esta oración ha sido parte de la tradicional oración que los judíos realizan tres veces al día. A pesar de seguir sin construirse, la idea y el deseo de un Tercer Templo es sagrada para el judaísmo, sobre todo para el judaísmo ortodoxo, como un lugar de culto no realizado. En el Tanaj, los profetas piden su construcción para que sea construido en la era mesiánica.
Existen en diversas fuentes planos realizados por los antiguos judíos para la reconstrucción del templo, especialmente en los capítulos 40-47 del libro de Ezequiel (la visión de Ezequiel es anterior a la construcción del Segundo Templo) y el manuscrito del templo descubierto en Qumrán entre los manuscritos del Mar Muerto. Sin embargo, nunca llegaron a ser utilizados.

## Papel según el judaísmo ortodoxo
El judaísmo ortodoxo cree en la reconstrucción de un Tercer Templo y en la reanudación del culto sacrificial, aunque hay desacuerdo en torno a cómo debería llevarse a cabo la reconstrucción o a que tipo de culto se dedicaría. Las autoridades ortodoxas creen por lo general que la reconstrucción debe tener lugar en la era del Mesías judío denominado como "Mesías ben David" (Mesías hijo - de la Casa de- David), aunque hay una postura minoritaria que, siguiendo la opinión de Maimónides, mantienen que los judíos deberían esforzarse en la reconstrucción del mismo siempre que sea posible. Las autoridades ortodoxas predicen la reanudación del tradicional sistema de sacrificios, pero algunas autoridades no están de acuerdo. Tradicionalmente, siempre se ha supuesto que se reanudaría el antiguo sistema de sacrificios, según las reglas del Levítico y el Talmud. Esta creencia está muy arraigada en la liturgia ortodoxa. Cada rezo de la liturgia ortodoxa contiene una oración para la restauración del templo y la continuación del culto sacrificial, habiendo además cada día una recitación para los sacrificios del día junto con los salmos que los levitas habrían cantado dicho día.
La posición aceptada por prácticamente todos los judíos ortodoxos es que los sacrificios serán totalmente reanudados en el Templo. Aunque Maimónides en su primera obra "Guía de perplejos" dijo que Dios deliberadamente había hecho que los judíos pasaran de los sacrificios a la oración, ya que la oración es una forma de culto superior, en su libro definitivo, el "Mishné Torá", establece que en el Tercer Templo tendrán lugar sacrificios de animales, dando además detalles de cómo se llevaran a cabo. Algunos atribuyen al rabino Abraham Isaac Kook, primer rabino jefe de la comunidad judía en Palestina, la opinión de que no serán reanudados los sacrificios de animales. Cabe señalar que la opinión del rabino Kook sobre los rituales del templo son a veces malinterpretados.

### Papel en la oración
Las oraciones judías ortodoxas incluyen, en cada servicio de oraciones, una oración clamando por la reconstrucción del templo y la reanudación de los sacrificios. El servicio de oración de la mañana incluye también una sesión de estudio de los rituales diarios del templo y ofrendas como recordatorio, incluyendo el estudio detallado de los sacrificios de animales y ofrendas de incienso. Los servicios incluyen también los salmos diarios y de ocasiones especiales que los levitas solían cantar en el templo ("Y las ofrendas de grano de Judá y Jerusalén sean agradables, al igual que en los antiguos días y tiempos pasados", Malaquías 3:4). Además, el lenguaje teológico y poético del hebreo está lleno de palabras con doble connotación que tanto son referencias literales a elementos de la arquitectura del templo o de los rituales como tienen significados poéticos y teológicos metafóricos acerca de la relación entre Dios y el adorador. Las traducciones y comentarios de las oraciones en este idioma, tienden a discutir ambos significados en el Judaísmo Ortodoxo. Aquí algunos ejemplos de palabras con doble significado: deshen se refiere tanto a las cenizas que quedan después de los holocaustos a Dios, y también significa "aprobación con congraciacion"; kodesh se refiere a la santidad, es decir El lugar Santísimo del Templo; chatzrot se refiere a los jardines del Templo, y a la cercanía con Dios; y korbán que significa tanto "sacrificio" (a Dios), como "acercar" (a Dios).

### Preservación de sacerdotes y levitas
El judaísmo ortodoxo conserva a los Sacerdotes, descendientes de Aarón, y a los levitas, descendientes de la tribu de Leví, intactos para el servicio cuando el Templo sea reconstruido. Los sacerdotes y los levitas están considerados como aún dedicados al servicio Divino, y obligados a presentarse a sus deberes en el servicio del Templo en cualquier momento cuando éste sea reconstruido. Los Sacerdotes aún están sujetos a las restricciones Bíblicas de pureza, incluyendo prohibición de casarse con una divorciada o prosélita y la restricción de entrar a los cementerios.

## Intentos de reconstrucción en la Antigüedad

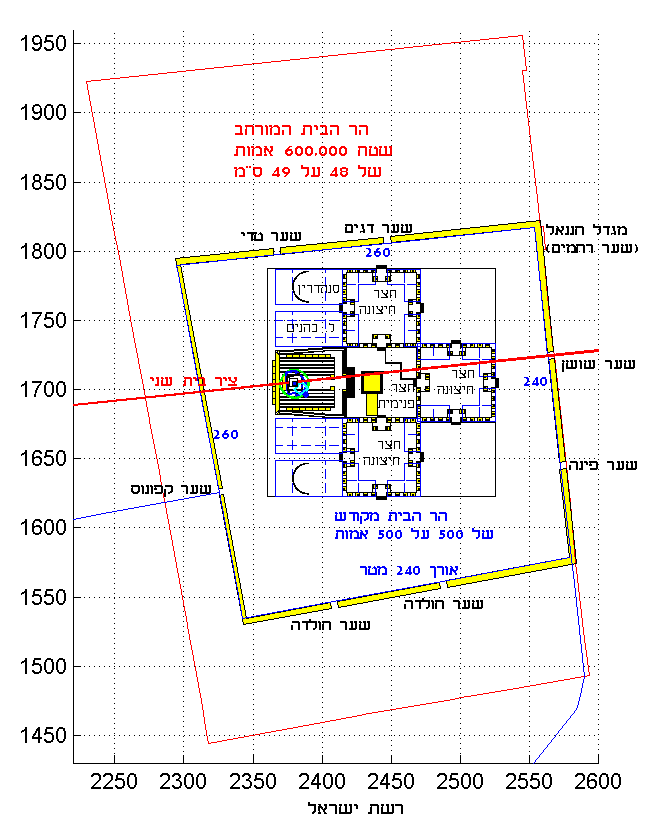
Antiguo proyecto para la edificación del Tercer Templo.

### Templo de Leontópolis
En varias ocasiones durante el siglo II a. C. un templo judío fue construido en Leontópolis, en el nomo egipcio de Heliópolis, que fue cerrado por Roma en el 74 D.C. Las primeras referencias conocidas son las de Flavio Josefo, escritas poco después de su cierre. Más tarde, las fuentes rabínicas mencionan a Mentópolis pero no describe el templo, y las alusiones a ella se puede encontrar en varios otros textos. El templo fue construido por Onías IV, el hijo de Sumo Sacerdote de Israel Onías III. El templo fue construido a imitación del de Jerusalén, con la principal diferencia de que se parecía a una torre (probablemente como reflejo simbólico tradicional del templo de Jerusalén), y que los Menorah de siete brazos fueron sustituidos por una única lámpara colgante de oro (probablemente representando al sol: debido a estar en Heliópolis, la ciudad del sol). La construcción de este templo se justifica con las referencias a Isaías, poniéndose en oposición a Jerusalén.

### La rebelión de Bar Kojba
La primera rebelión judía fue en el año 70 d. C. y fue aplacada por el general romano Tito, donde fue destruido por última vez el templo de Jerusalén. La rebelión de Bar Kojba fue la segunda y última rebelión o revuelta judía, que fue aplacada sangrientamente por los romanos en los años 132-135 d. C. Esta rebelión tuvo graves consecuencias y a partir del siglo III el principal centro normativo de la tradición judía se trasladó a Babilonia, aquí se elaboraron los sagrados escritos compilados por los Tanaítas y darían origen al Talmud Babilónico. Después de la rebelión de Bar Kojba la Tierra de Israel comenzó a ser llamada Palestina' para borrar todo vínculo con los judíos y rememorar a los filisteos, y se les prohibió a los judíos la entrada a Jerusalén, donde años más tarde se erigiría una ciudad romana, Aelia Capitolina

### El "Tercer Templo" romano de Juliano
En 363, el emperador romano Juliano II apodado "el apóstata", se dirigió a Persia, deteniéndose en las ruinas del templo de Salomón en Jerusalén. Manteniendo su política de fortalecimiento de otras religiones no cristianas, Juliano ordenó la reconstrucción del templo. Uno de sus amigos personales, el historiador pagano Amiano Marcelino, escribió sobre este particular:

Encargó este trabajo a Alipio de Antioquía, que había administrado la Bretaña como lugarteniente de los prefectos. Perfectamente secundado Alipio por el corrector de la provincia, impulsaba vigorosamente los trabajos; cuando repentinamente formidable erupción de globos de fuego, que brotaron uno tras otro, de los mismos cimientos del edificio, hizo el paraje inaccesible a los trabajadores, después de haber perecido muchos de ellos; y renovándose el prodigio siempre que volvían al trabajo, fue necesario renunciar a la empresa.

El fracaso en reconstruir el templo fue atribuido a un terremoto, muy comunes en la región, y a la ambivalencia de los judíos sobre el proyecto. Se especula también con la posibilidad de un sabotaje, así como de un fuego accidental. Para los historiadores de la iglesia de la época, el fracaso se debió a la intervención divina.
Este hecho es descrito por los escritores católicos contemporáneos san Gregorio Nacianceno, san Ambrosio de Milán, san Juan Crisóstomo y Rufino de Aquilea. También lo narran los historiadores católicos Sócrates de Constantinopla, Sozomeno y Teodoreto de Ciro.
Los católicos han considerado que este milagro está relacionado con la Nueva Alianza, que ya no se basa en la adoración en el Templo de Jerusalén sino en Cristo.

## Intentos de reconstrucción en elsigloXXI

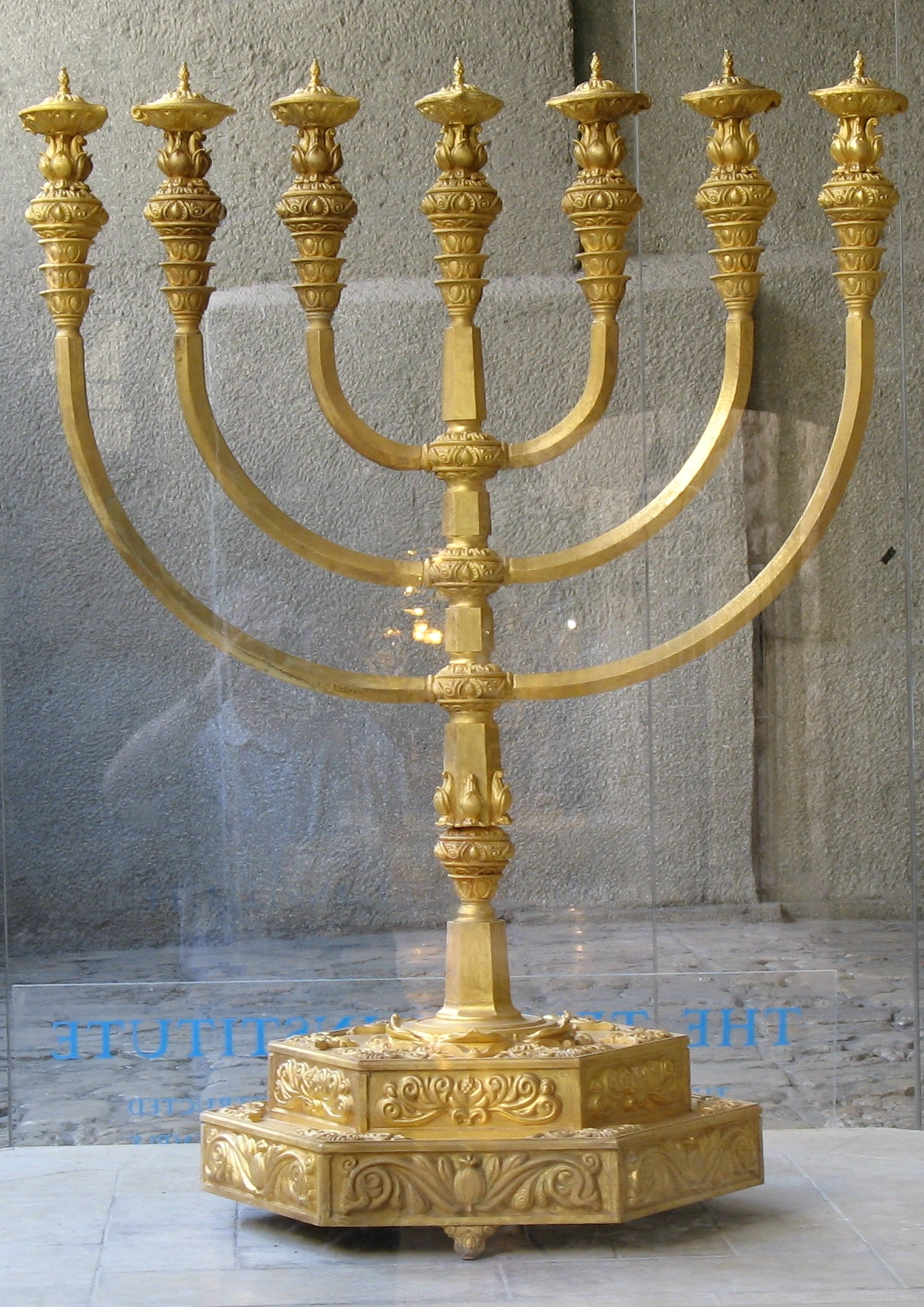
Menorá inspirada por la antigua del Templo de Jerusalén. Inicialmente exhibida en el Cardo de Jerusalén (2007), sería teóricamente empleada luego del eventual advenimiento del Mesías esperado por el pueblo judío. The Temple Institute, Barrio judío de la ciudad vieja de Jerusalén.

En Jerusalén, el Instituto del Templo exhibe la maqueta arquitectónica de lo que será el Tercer Templo de la Ciudad Santa. 
La maqueta muestra el Templo de Salomón, mas no es el que está en la descripción del Profeta Ezequiel, que es como deberá ser el verdadero Tercer Templo.
Las ropas sacerdotales de quienes ministrarán el sacrificio en ese lugar ya están tejidas.  Por otro lado quienes ministrarán en este templo también han sido entrenados y seleccionados de acuerdo a los requisitos explicados en la Torá.
A pesar de que, según la tradición judía, su construcción será fruto de la “obra divina” según el Yehuda Glick, director del Instituto del Templo, “La Torá nos ordena levantar el Templo. Los que creen que el Templo descenderá de los cielos, por arte de magia o elemento cósmico, eluden el precepto bíblico de prepararse y participar en la construcción”.
Sin embargo hay un problema que hay que resolver. La explanada donde estuvo el Segundo Templo y donde se debe construir el Tercero está dominada por las mezquitas de la Cúpula de la Roca y de Al-Aqsa. Cualquier tentativa de expropiación conduciría a un enorme conflicto religioso que traspasaría los límites de la región. Conocidas como Al-Haram ash-Sharif -El Noble Santuario-, es para el islam su tercer lugar más sagrado después de La Meca y Medina.